# Crime à froid
Pour plus de détails, voir Fiche technique et Distribution.
Crime à froid (Thriller - en grym film) est un film suédois réalisé par Bo Arne Vibenius, sorti en 1973.
Ce rape and revenge est le second film à être complètement censuré en Suède après Le Jardinier (1912). Comme Quentin Tarantino l'a souvent dit aux travers d'interview, il s'est largement inspiré de ce film pour l'écriture des scénarios de Kill Bill volumes 1 et 2 (cf. la quête vengeresse et le bandeau sur l'œil de l'héroïne).

## Synopsis
Frigga/Madeleine (Christina Lindberg), a été agressée sexuellement pendant son enfance, ce qui l'a rendue muette. Plus tard, elle accepte d'être prise en voiture par un homme, Tony (Heinz Hopf), qui fait d'elle une accro à l'héroïne et la prostitue en devenant son souteneur. Pour cacher le fait qu'elle a été enlevée, il écrit des lettres pleines de hargne aux parents de la jeune femme, lesquels en viennent à se suicider. Alors qu'elle est rendue borgne pour avoir refusé un client, Frigga commence à se donner les moyens de sa vengeance.

## Fiche technique
- Titre original : Thriller - en grym film
- Titre français : Crime à froid
- Réalisation : Bo Arne Vibenius
- Scénario : Bo Arne Vibenius
- Photographie : Andreas Bellis
- Musique : Ralph Lundsten
- Production : Bo Arne Vibenius
- Pays d'origine : Suède
- Format : Couleurs - 1,85:1 - Mono
- Genre : Thriller
- Durée : 104 minutes
- Dates de sortie :
  - France : mai 1973 (Festival de Cannes)
  - États-Unis : 5 juin 1974

## Distribution
- Christina Lindberg : Frigga / Madeleine / One Eye
- Heinz Hopf : Tony
- Despina Tomazani : Lesbienne
- Per-Axel Arosenius : Le père de Frigga
- Solveig Andersson : Sally